# Plekton
En physique, un plekton est une sorte de particule élémentaire théorique, qui obéit à un modèle différent de statistiques en ce qui concerne l'échange de particules identiques. C'est-à-dire qu'il ne serait ni un boson, ni un fermion, mais serait soumis aux statistiques de tresses. De telles particules ont été discutées comme généralisation des caractéristiques de tresses de l'anyon pour des dimensions supérieures à 2.